# 改良型沸騰水型軽水炉

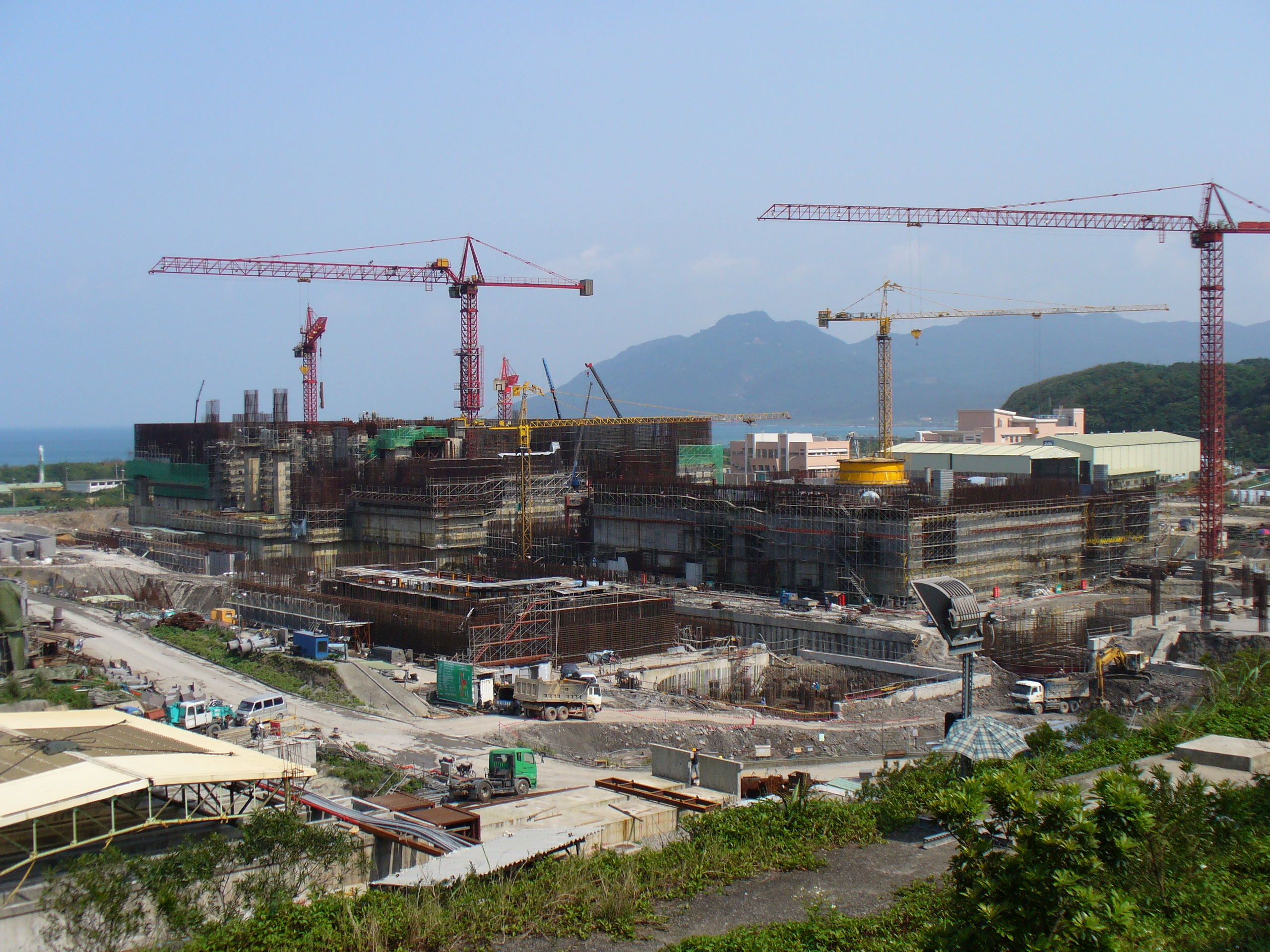
台湾の龍門原発での改良型沸騰水型軽水炉（ABWR）の建設

改良型沸騰水型軽水炉（かいりょうがたふっとうすいがたけいすいろ、英: Advanced Boiling Water Reactor、ABWR）は、沸騰水型原子炉（BWR）の改良型。沸騰水型原子炉で原子炉圧力容器の外に設置していた原子炉再循環ポンプを圧力容器の中に設置し、ポンプ回りの配管をなくして単純化したほか、制御棒駆動源として水圧駆動に電動駆動を加えて多様化する等の改良を図っている。現在日立GEニュークリア・エナジーと東芝が提供している。

## 日本にあるABWR
2009年9月末時点の改良型沸騰水型軽水炉の設置状況は、東京電力柏崎刈羽原子力発電所6・7号機、中部電力浜岡原子力発電所5号機、北陸電力志賀原子力発電所2号機の4基となっている。
- 柏崎刈羽原子力発電所（6・7号機）
- 浜岡原子力発電所（5号機）※6号機計画中
- 志賀原子力発電所（2号機）
- 島根原子力発電所（3号機※建設中）
- 大間原子力発電所（1号機※建設中）
- 東通原子力発電所（東京電力）（1号機※建設中）※2号機計画中
- 東通原子力発電所（東北電力）※2号機計画中
- 上関原子力発電所　※1・2号機計画中

上記の他、2011年までは福島第一原子力発電所7・8号機の増設計画で採用されていたが、福島第一原子力発電所事故により中止された（詳細は福島第一原子力発電所7、8号機の増設計画の経緯）。

## 日本からの輸出
- 台湾世論を二分する反対運動の中で台湾へ（龍門1・2号機）[1]
当初2004年7月運転開始予定だったが何度も延期。2012年開始を目指していたが、福島第一原子力発電所事故を受け安全性を再確認することとなり、さらに遅れるとされていた[2]。その後、2014年4月27日に台北で行われた大規模な反原発デモを受け、馬英九総統は1号機の稼働凍結と2号機の工事停止を表明[3]し、翌2015年7月1日には劣化防止措置が完了して正式に建設が凍結された[4]。